# Underscore
De underscore (_) (Engels voor 'onderstrepen'), ook wel onderstrepingsteken, laag streepje of onderstreepje, is een typografisch teken met de ASCII-waarde 95.

## Geschiedenis
Het is een overblijfsel van de typemachine waar de "underscore" (onderstreeptoets) gebruikt werd om letters te onderstrepen. De underscore werd aanvankelijk gebruikt om belangrijke woorden op zichtbare wijze te doen opvallen, bijvoorbeeld titels.

## ICT
Het wordt vooral gebruikt in e-mailadressen en URL's, omdat daar geen spaties in kunnen worden gebruikt. Een reeks underscores (_____) wordt ook wel gebruikt om een plek aan te geven waar iets moet worden ingevuld (bijvoorbeeld op een formulier). Het is tevens een van de manieren om een paragraaf_naam samen te stellen binnen een computerprogramma. Een andere is de zogenoemde CamelCase waar hoofdletters en kleine letters afgewisseld worden.